# CANT Z.506 Airone
Z.506 Айроне (итал. airone — цапля) — итальянский гидросамолёт — морской разведчик, бомбардировщик и торпедоносец, трёхмоторный моноплан деревянной конструкции. Разработан конструкторами фирмы CRDA под руководством Филиппо Цаппата. Первый полёт самолёт совершил 19 августа 1935 года, принят на вооружение Regia Aeronautica в июне 1938 года.

## Модификации
Z.506
прототип (MM.291, заводской номер 296, I-CANT) двигатели Pratt & Whitney R-1690 (700 л. с.).
Z.506A
гражданская модификация
Z.506B
военная модификация (B — Bombardamento), построено 314.
Z.506C
гражданская модификация (литера С первоначально обозначала Cyclone, затем Civile), двигатели Wright R-1820, позже Alfa Romeo 126 RC.34 построено 38.
Z.506S
(S — soccorso aereo), поисково-спасательный
Z.506 сухопутный
1 переделан из гидроплана для несостоявшейся из-за плохой погоды попытки Марио Стоппани установить рекорд продолжительности полёта.
Z.509
увеличенная версия Z.506B (по другим данным 506А), построено 3.

## Тактико-технические характеристики
Приведённые ниже характеристики соответствуют модификации Z.506B Serie III:
Источник данных: Zorini, D., 1997.

Технические характеристики
- Экипаж: 5 (два пилота, бортрадист, бомбардир, стрелок)
- Длина: 19,45 м
- Размах крыла: 26,5 м
- Высота: 7,465 м
- Площадь крыла: 92,8 м²
- Масса пустого: 8300 кг
- Нормальная взлётная масса: 12 300 кг
- Объём топливных баков: 4148 л
- Силовая установка: 3 × 9-цилиндровые воздушного охлаждения Alfa Romeo 126 RC.34
- Мощность двигателей: 3 × 780 л.с. (3 × 573,7 кВт (взлётная))
- Воздушный винт: трёхлопастной Alfa Romeo

Лётные характеристики
- Максимальная скорость: 373 км/ч на высоте 4000 м
- Крейсерская скорость: 313 км/ч на высоте 4000 м
- Скорость сваливания: 121 км/ч
- Практическая дальность: 2000 км
- Практический потолок: 7870 м
- Скороподъёмность: 4000 м за 14 мин 6 с
- Нагрузка на крыло: 132,5 кг/м² (при нормальной взлётной массе)
- Тяговооружённость: 140 Вт/кг (при нормальной взлётной массе)

Вооружение
- Стрелково-пушечное:  
  - 1 × 12,7 мм пулемёт Breda-SAFAT в верхнефюзеляжной точке
  - 3 × 7,7 мм пулемёта Breda-SAFAT в боковых окнах и один в нижнефюзеляжной точке
- Боевая нагрузка: до 1000 кг
- Бомбы:  
  - 4 × 160 кг и 3 × 100 кг или
  - 2 × 250 кг и 3 × 100 кг или
  - 2 × 500 кг

## Операторы
Италия
- Ala Littoria на 1940 год 14 машин
- Regia Aeronautica
- Aviazione Legionaria
- Aeronautica Cobelligerante Italiana
- ВВС республики Сало

 Италия
- ВВС Италии
  - 15º Stormo SAR

 Испания
- ВВС Испании

 Польша
- ВВС Польши: к началу войны из 6 заказанных Z.506B получен 1.[1]

 Великобритания
- Королевские ВВС на побережье Мальты захвачен 1 приводнившийся самолёт.

 Нацистская Германия
- Люфтваффе: трофейные итальянские

## Аварии и катастрофы
За время эксплуатации было потеряно 5 самолётов CANT Z.506 Airone. При этом погибли 43 человека.
| Дата       | Бортовой номер | Место аварии  | Жертвы    | Краткое описание                                                             |
| ---------- | -------------- | ------------- | --------- | ---------------------------------------------------------------------------- |
| 24.09.1936 | I-RODI         | Бенгази       | 9/10      | Пожар двигателя. При попытки приземлиться задел мачту корабля и упал в воду. |
| 13.02.1938 | I-ORIA         | близ Сардинии | 14/14     | Разбился в Средиземном море в сложных метеоусловиях.                         |
| 07.09.1938 | I-DENO         | Мелилья       | н.д./н.д. | Сгорел.                                                                      |
| 24.07.1943 | MM60643        | близ Сардинии | 20/20     | Сбит.                                                                        |
| 27.07.1951 | MM45497        | Пальмария     | 0/6       | Разбился после отказа двигателя.                                             |

## Сохранившиеся экземпляры
Единственный сохранившийся борт находится в Музее ВВС Италии в Браччано.